# Heuaufguss

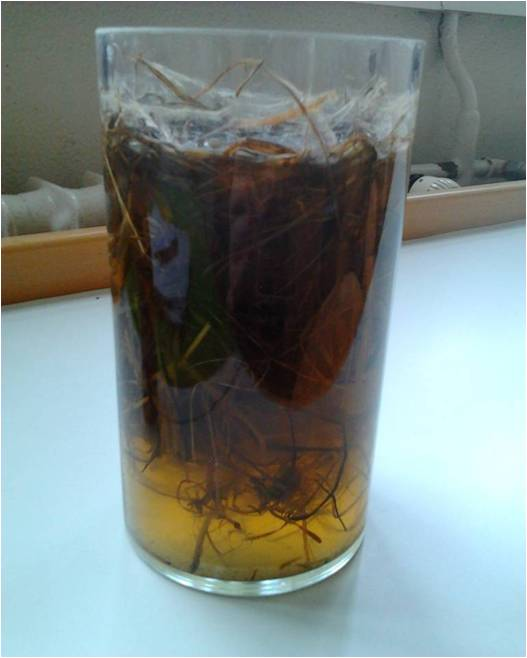
Heuaufguss nach 2 Wochen

Der Heuaufguss ist eine beliebte Methode, um für mikroskopische Zwecke Mikroorganismen zu züchten. Bereits im 17. Jahrhundert wurde diese praktiziert. An den abgestorbenen Pflanzenteilen oder auch in der Erde haften Dauerstadien unterschiedlicher Mikroorganismen (Infusorien), die durch Wasserzufuhr in den aktiven Zustand zurückkehren.

## Organismen
In einem Heuaufguss können unter anderem angereichert werden:
- Einzeller:
  - Pantoffeltierchen (nur bei Verwendung von Wasser aus natürlichen Gewässern)
  - Amöben
  - Glockentierchen
  - Sonnentierchen
  - Heutierchen
  - Augentierchen
- Bakterien:
  - Bacillus subtilis
- Mehrzeller:
  - Hüpferlinge
  - Rädertierchen

## Herstellung
Für einen Heuaufguss verwendet man ein größeres Glas (z. B. 1000-ml-Becherglas oder Einmachglas) und eine Handvoll Heu. Das Heu wird zusammen mit etwa 400 ml Wasser (vorzugsweise aus einem natürlichen Gewässer, wie etwa einem Tümpel) in das Glas gegeben und verschlossen, um die Verdunstung zu reduzieren. Danach wird der Heuaufguss bei Zimmertemperatur (ca. 20–25 °C) stehen gelassen. Schnell setzen Fäulnisprozesse ein, bei denen sich die Bakterien rasch vermehren. Diese und die Überreste des Heus dienen wiederum den diversen Einzellern als Nahrung. Bei Verwendung von Leitungswasser ergibt sich eine deutlich geringere Artenvielfalt der Kleinstlebewesen.
Nach ein bis zwei Tagen kann man insbesondere an der Oberfläche des Heuaufgusses (Kahmhaut) und an der Oberfläche von Halmen und Blättern zahlreiche Mikroorganismen finden.
Generell ist es wichtig, beim Umgang mit Heuaufgüssen auf Hygiene zu achten, da sich unter den Mikroorganismen auch Krankheitserreger vermehren können.
Anstelle von Heu können auch Salatblätter verwendet werden – vorzugsweise Kopfsalat aus biologischem Anbau (um Pflanzenschutzmittel zu vermeiden). Bestimmte interessante Organismen vermehren sich auch, wenn man dem Heuaufguss ein wenig Erde oder Moos zufügt.
Der dann oft auffällig riechende Heuaufguss sollte nach spätestens 4 Wochen im Ausguss entsorgt werden.